# 山本正人 (地方公務員)
山本 正人 (やまもと まさひと、1947年または1948年 - ) は、日本の地方公務員。神奈川県県民部長、同教育委員会教育長を歴任。瑞宝小綬章受章。

## 人物・経歴
神奈川県立湘南高等学校卒業。神奈川県庁入庁、2005年4月 同県県民部長、2008年4月 引地孝一の後任として同県教育委員会教育長。10年に及ぶ同県立高校改革の仕上げに取り組んだほか、いじめ、不登校といった課題や、県立高校生約11万人の個人情報流出問題などに対応した。2010年3月 藤井良一安全防災局長を後任に教育長を退任。

## 栄典
- 2021年11月 令和3年秋の叙勲で地方自治功労により瑞宝小綬章を受章[1]